# Сајасконсет (Масачусетс)
Сајасконсет (енгл. Siasconset) насељено је место без административног статуса у америчкој савезној држави Масачусетс.

## Демографија
По попису из 2010. године број становника је 205.
| Група             | 2000.    | 2010.       |
| Белци             | 0 (0,0%) | 190 (92,7%) |
| Афроамериканци    | 0 (0,0%) | 4 (2,0%)    |
| Азијати           | 0 (0,0%) | 0 (0,0%)    |
| Хиспаноамериканци | 0 (0,0%) | 6 (2,9%)    |
| Укупно            | 0        | 205         |